# Marius Delport
Pour les articles homonymes, voir Delport.

a Compétitions nationales et continentales officielles uniquement.

b Matchs officiels uniquement.
Dernière mise à jour le 10 mai 2019.
Marius Delport, né le 6 mars 1985 à Pretoria, est un joueur sud-africain de rugby à XV qui évolue au poste de centre.

## Biographie
Marius Delport commence le rugby à XV professionnel avec les Blue Bulls, prenant part à la Vodacom Cup en 2004 et l'ABSA Currie Cup l’année suivante,. Il est là-bas surnommé Shaggy Dog, en référence à son style capillaire. Il participe à son premier Super 14 avec les Bulls en 2007,. Alors qu'il est courtisé par le Racing Métro 92 où joue déjà son compatriote François Steyn, il choisit de signer chez les Golden Lions et les Lions en 2010 pour deux saisons.
Delport est sélectionné dans sa jeunesse en équipe nationale sud-africaine des moins de 19 ans et 21 ans. Il participe à l'édition 2004 du championnat du monde des moins de 19 ans et à trois éditions du championnat du monde des moins de 21 ans, de 2004 à 2006. Il gagne en particulier l'édition 2005, alors capitaine de la sélection. En juin 2007, il remporte la Coupe des nations avec les Emerging Springboks, réserve de l'équipe nationale sud-africaine.
Après une année sabbatique sportive, il signe à l'été 2013 en France avec l'US Dax, en Pro D2, un contrat d'une saison plus une optionnelle. Il se blesse en début de saison, avec une fracture du tibia sérieuse l'éloignant des terrains pendant une année. Au terme de ces deux années en France, il rejoint l'Italie et le club de Rugby Viadana en 2015.

## Palmarès
- Championnat du monde de rugby à XV des moins de 19 ans :
  - Troisième : 2004.
- Championnat du monde de rugby à XV des moins de 21 ans :
  - Champion : 2005.
  - Vice-champion : 2006.
  - Troisième : 2004.
- Coupe des nations de rugby à XV :
  - Champion : 2007.